# Hoplosmia croatica
Hoplosmia croatica là một loài Hymenoptera trong họ Megachilidae. Loài này được Friese mô tả khoa học năm 1893.